# Gosibius fusatus
Gosibius fusatus är en mångfotingart som beskrevs av Chamberlin 1941. Gosibius fusatus ingår i släktet Gosibius och familjen stenkrypare. Inga underarter finns listade i Catalogue of Life.